# ام (فیلم ۱۹۹۵)
ام (به هندی: Om) فیلمی محصول سال ۱۹۹۵ و به کارگردانی اوپندرا راو است. در این فیلم بازیگرانی همچون شیوا راجکومار و پرما ایفای نقش کرده‌اند.